# 年寄名跡
年寄名跡（としよりめいせき、みょうせき）とは、日本相撲協会（以下、「協会」）の「年寄名跡目録」に記載された年寄の名を襲名する権利であり、俗に年寄株（としよりかぶ）、親方株（おやかたかぶ）とも呼ばれる。

## 概要
元力士が引退後も協会に残り、かつ運営に携わるには、年寄名跡を取得する必要がある。名跡の名称は創設者の四股名などに由来しており、既に名跡を取得している年寄はその名で活動する。
年寄名跡は、江戸相撲の勧進元の一人であった雷権太夫らが組織した株仲間がその原型とされている。江戸幕府の認可を得て勧進相撲の公許興行が行われた1684年（貞享元年）当時、名跡の数は15名前後だったとみられているが、相撲興行が軌道に乗るにつれて、名跡の数が増えてゆくこととなった。
その後1691年（元禄4年）には20人、1780年代（天明から寛政年間）にかけて36名、1830年代から1840年代（天保から弘化年間）にかけて54名、1905年（明治38年）には88名、東京と大阪の相撲協会が合併した1927年（昭和2年）には、大阪の頭取（年寄）17名を加え、105名に増員された。
年寄名跡所有者は、戦前～昭和30年代頃までは月給制度もなく場所ごとの給金のみで待遇も悪く、副業などにより生活を営むことも多かった。現在は常に協会から比較的高額かつ安定した収入を得ることができ、刑事事件を起こして警察に逮捕されるなどのよほどの不祥事がない限り「失業」の心配もない上に、年寄は現役関取よりも立場が上である。さらに協会員には厚生年金が掛けられるため、現役時代から停年退職まで厚生年金の掛け金を支払えば、退職後に受給できる厚生年金を生活の一助とすることができる。選手生命が短い（多くは30歳代で引退）相撲界においては、年金的な要素も持っている。
年寄襲名条件は、基本的に現役時代の実績が必要な傾向にあるが、昭和の中頃までは、養子縁組や職務能力等の要素を有していれば、実績・最高位が他の力士より劣っていても年寄襲名の際に有利に立てる傾向にあった。例として、1961年（昭和36年）1月1日付で年寄65歳停年制が施行されて以降、昭和の内に停年を迎えた年寄43人の内25人が三役以上未経験者であり、その内最高位・平幕2ケタ台が6人、最高位・十両が4人であった。ところがそれ以降は現役時代の実績を重視する傾向が顕在化した。平成に入って初めて年寄として停年退職した大田山（元前頭20枚目、停年時点で年寄・錦戸）から停年制導入以降114番目に年寄として停年退職（退職後に再雇用された者を含む）となる大錦（元小結、停年時点で年寄・山科）までの平成年間の退職者71人の中で最高位が平幕以下の年寄は23人であり、停年退職を迎えた年寄の比率として三役以上の経験者が増えた。特に1998年（平成10年）に名跡取得要件の変更により、三役未経験の力士の要件到達が格段と難しくなった。
因みに戦中・戦後の時期は相撲協会の存続すらも危ぶまれていた状況で親方衆が多額の借金を背負ってまで協会を支えていたため、五ツ嶋奈良男のように最高位・大関であっても協会に残留することにメリットを感じず廃業した(引退と同時に協会を去った)力士もいた。このように最高位・大関の力士ですら年寄襲名を拒否するケースがあったため、最高位・十両の力士に年寄名跡襲名のチャンスが巡り、彼らが普通に年寄名跡を襲名することがあった。太平洋戦争中に関取在位あるいは十両昇進見込みの状態で応召されてから戦後に協会に復帰した場合、協会離脱中の期間の分を関取在位期間として加算していたが、戦後はそうでもして年寄襲名有資格者を増やさないと年寄を確保できない事情があった。
名跡は江戸時代や明治の頃は比較的自由に新規創設ができていたが、現在は勝手に創設することが出来ないため、年寄となるためにはすでにある名跡の中から1枠を確保する必要がある。名跡の譲渡の有無は当事者間の交渉に委ねられているため、名跡の所有者と襲名の希望者との間で閉鎖的な市場が形成されており、名跡の所有権や襲名権が金銭で売買される慣行が生まれた。協会が財団法人になって以降もこのような慣行が続いていたため問題視されるようになり、協会側も名跡を執行部で一括して管理するべく対策を行っているが、慣習を一掃するには至っていない。
1998年には貸株の実態の公開と今後の貸株の禁止を打ち出したが、数年で有名無実化し、なし崩し的に貸株が再解禁となり、改革の一環として創設された準年寄も廃止された。また、2014年の公益財団法人移行に合わせて、名跡は協会管理とされ、全年寄が協会に名跡証書を提出し、借株および金銭授受は禁止された。しかし、その後も借株の年寄は存在しており、例として、2018年11月23日に年寄・佐ノ山を襲名した里山は、「年寄名跡及び相撲部屋の新設・承継規程」第6条に基づく「年寄名跡一時的襲名」として、借株で年寄名跡を襲名している。
年寄名跡は一門内でやり取りするのが一般的な方法であり、一門外へ株を売却することは理事選での票数の減少を意味するため好ましくなく、一門制度を軽んじる行為として取得する側も批判される。過去には阿武松が押尾川から、光法賢一が宮城野から、両者とも門外の株を襲名したという理由で、前者は押尾川部屋から、後者は立浪一門から破門された。しかし、2020年（令和2年）1月に出羽海一門の豪栄道が時津風一門の武隈（所有者は元蔵玉錦）の年寄名跡を襲名するなど、円満に行われた事例もある。
『相撲』2013年11月号では、1961年1月1日より施行された年寄の65歳停年退職制度の影響で、後継者探しに苦労する親方衆が増えた結果として、一門外まで奔走して後継者を求めるようになり、このことから停年制により名跡が所属していた一門外へ流出する原因となったと解釈すべきであるという内容の主張をしており、近年になって一門制度の実質が弱まっている点との関連が指摘される。
しかし、2014年11月から導入された停年退職した年寄の再雇用制度により最長70歳まで協会に残れることになったことで年寄名跡が不足する傾向になり、借株の年寄が新規の借り換えができずに退職、襲名条件を満たしている力士が年寄名跡を取得できずに引退、名跡を貸している力士や年寄名跡の空きが出るのを待つ力士がすぐに引退しにくい状況となっている。この問題について、再雇用の年寄は相撲部屋の経営権および相撲協会の役員になる権限を失うことから、そもそも再雇用の年寄が年寄名跡を所持し続ける必要はないはずであり、再雇用の年寄は全て年寄名跡を返納するよう規定を改正すべきである（そして年寄名跡を返納した後は本人の現役時代の四股名を名乗ればよい）との意見もあるが、問題となっている規定は現在も改正されていない。
年寄名跡を一人で複数所有することは禁止されている。そのため、借株の貸主は必然的に、現役力士と退職した元年寄（物故者の場合、遺族）になる。ただし千代鳳のように、協会が直接管理して貸す例も出ている。

## 年表
- 1888年：東京大角力協会発足時制定の88家が認定。
- 1896年：規約改正で襲名資格が幕下以上と制限。
- 1906年：春場所より番付に全年寄が掲載される。
- 1927年：大坂相撲との合併に伴い、105名となる[注 4]。
- 1931年6月6日：旧大阪方5名跡を追認、年寄名簿に登録することを承認。
- 1941年1月：横綱一代年寄制度創設。
- 1941年5月：現役横綱も年寄と同等の待遇となり弟子の養成も可能に。
- 1942年2月：旧大坂方の名跡藤嶋、猪名川、北陣、不知火、西岩をそれぞれ藤嶋を大島、猪名川を安治川と改称し復活。
- 1942年5月：横綱一代年寄制度廃止。
- 1957年3月17日：横綱一代年寄制度復活。
- 1958年9月：年寄の停年制実施を決定。木村庄之助、式守伊之助を年寄名跡より除くことも決定。行司の年寄襲名も不可に。現役との二枚鑑札も禁止。
- 1959年8月29日：横綱特権制度廃止。横綱は引退後5年は年寄名跡がなくても年寄優遇に。
- 1959年1月：浅香山（友響）の廃業で最高位幕下の年寄が在籍ゼロに。
- 1959年9月：年寄停年制を1961年1月1日施行、満65歳と決定[注 5]。
- 1959年11月：宮錦が引退、芝田山を襲名。昭和生まれの年寄第1号となる。
- 1961年1月1日：年寄停年制実施。65～78歳まで9人の年寄が退職。
- 1976年3月：友綱（巴潟）の退職で明治生まれの年寄が在籍ゼロに。
- 1991年2月：陸奥（星甲）の退職で大正生まれの年寄が在籍ゼロに。
- 1998年5月1日：名跡取得要件変更、幕内20場所、幕内と十両合わせて30場所。横綱は引退後5年間・大関は3年間は年寄名跡がなくても年寄優遇。準年寄制度創設。年寄名跡の貸借禁止。
- 2002年9月：襲名資格改正、幕内20場所、幕内と十両合わせて30場所。相撲部屋を継承する場合は幕内12場所、幕内と十両合わせて20場所。理事会の承認があれば可能。年寄名跡の貸借解禁により、準年寄在籍期間の短縮。
- 2006年12月21日：準年寄制度廃止。
- 2013年11月：襲名資格改正、幕内20場所、幕内と十両合わせて30場所。ただし、関取在位通算28場所以上の場合は推薦者（名跡の前保有者）・師匠・保証人の願書があれば、理事会が是非を決定。相撲部屋を継承する場合は幕内12場所、幕内と十両合わせて20場所。満たない場合は理事会の承認があれば可能。
- 2014年11月：停年退職後も最長5年まで参与として年寄名のまま再雇用可能に。
- 2021年5月：琴勇輝が引退、君ヶ濱を襲名。平成生まれの年寄第1号となる。
- 2023年6月：石浦が引退、間垣を継承・襲名。平成生まれで初めて年寄株を正式取得した上で襲名した。

## 襲名条件
日本国籍を有することと、現役時の成績が要件として求められる。現行の規定では、部屋の継承などについて複数の基準が設けられている。

### 現行の条件
1. 相撲部屋を新設して師匠になるための条件。以下の条件のいずれかを満たすことが必要（2006年9月28日より適用）。
  1. 横綱もしくは大関経験者
  2. 三役（関脇・小結）通算25場所以上
  3. 幕内通算60場所以上（番付制限なし）
2. 一般的な襲名の条件。新規部屋の師匠としての独立は認められない。以下の条件のいずれかを満たすことが必要（1998年5月1日より適用。後に変則的な特例を採用）。
  1. 最高位が小結以上[7]
  2. 幕内在位通算20場所以上[7]
  3. 十両以上（関取）在位を通算30場所以上[7]

2013年12月20日に「関取在位通算28場所以上なら、名跡の前保有者と師匠、保証人の親方の願書があれば、理事会でその是非を決定する」という規定を同年11月17日の理事会で追加していたことが相撲協会から発表され、関取在位期間については事実上2場所短縮された[8]。この規定により名跡を襲名したのは2013年12月の11代君ヶ濱（寶千山幸勘）[注 7]、2019年3月の13代秀ノ山（天鎧鵬貴由輝）[注 8]である。この規定は寶千山の引退間際に追加されたことから、俗には「寶千山ルール」と呼ばれる。この制度は力士本人が条件を満たしても実際の承認は師匠の協会での力関係などに左右されると、一部報道で指摘されている[9]。
3. 既存の相撲部屋継承者として承認された場合には、次のいずれかの条件に緩和される。
  1. 幕内在位通算12場所以上
  2. 十両以上（関取）在位を通算20場所以上、番付制限なし

この条件で名跡を取得した者は、2021年時点で11代宮城野（金親和憲）と21代春日山（濱錦竜郎）の2名である。なお、この資格者が後に師匠の座から退いても、引き続き相撲協会に年寄として残ることは可能である[注 9]。

### 襲名権を持つ現役力士
- 2025年6月30日時点
- 太字が襲名条件を満たしている資格

| 四股名               | 資格                | 資格               | 資格               | 資格               | 所有名跡           | 備考               |
| 四股名               | 最高位 （三役以上） | 三役 在位          | 幕内 在位          | 関取 在位          | 所有名跡           | 備考               |
| 新規部屋創設資格者   | 新規部屋創設資格者  | 新規部屋創設資格者 | 新規部屋創設資格者 | 新規部屋創設資格者 | 新規部屋創設資格者 | 新規部屋創設資格者 |
| -------------------- | ------------------- | ------------------ | ------------------ | ------------------ | ------------------ | ------------------ |
| 豊昇龍智勝           | 横綱                | -                  | -                  | -                  |                    | モンゴル国籍       |
| 大の里泰輝           | 横綱                | -                  | -                  | -                  | -                  |                    |
| 髙安晃               | 大関                | -                  | -                  | -                  | -                  |                    |
| 朝乃山広暉           | 大関                | -                  | -                  | -                  | -                  |                    |
| 正代直也             | 大関                | -                  | -                  | -                  | -                  |                    |
| 御嶽海久司           | 大関                | -                  | -                  | -                  | -                  |                    |
| 霧島鐵力             | 大関                | -                  | -                  | -                  |                    | モンゴル国籍       |
| 琴櫻将傑             | 大関                | -                  | -                  | -                  | -                  | 13代佐渡ヶ嶽の長男 |
| 玉鷲一朗             | 関脇                | 14                 | 95                 | -                  | -                  | 日本国籍取得済み   |
| 宝富士大輔           | 関脇                | 3                  | 78                 | -                  | 桐山               |                    |
| 遠藤聖大             | 小結                | 5                  | 69                 | -                  | 北陣               |                    |
| 一般的な襲名権者     |                     |                    |                    |                    |                    |                    |
| 大栄翔勇人           | 関脇                | 24                 | 56                 | -                  | -                  |                    |
| 阿炎政虎             | 関脇                | 16                 | 39                 | -                  | -                  |                    |
| 若隆景渥             | 関脇                | 12                 | 27                 | -                  | -                  |                    |
| 若元春港             | 関脇                | 10                 | 22                 | -                  | -                  |                    |
| 隆の勝伸明           | 関脇                | 6                  | 36                 | -                  | -                  |                    |
| 明生力               | 関脇                | 5                  | 40                 | -                  | -                  |                    |
| 王鵬幸之介           | 関脇                | 1                  | 21                 | -                  | -                  |                    |
| 翔猿正也             | 小結                | 3                  | 30                 | -                  | -                  |                    |
| 錦木徹也             | 小結                | 2                  | 43                 | -                  | -                  |                    |
| 平戸海雄貴           | 小結                | 2                  | 18                 | -                  | -                  |                    |
| 竜電剛至             | 小結                | 1                  | 36                 | -                  | -                  |                    |
| 宇良和輝             | 小結                | 1                  | 30                 | -                  | -                  |                    |
| 欧勝馬出気           | 小結                | 1                  | 8                  | -                  |                    | モンゴル国籍       |
| 佐田の海貴士         | -                   | -                  | 58                 | -                  | -                  |                    |
| 輝大士               | -                   | -                  | 42                 | -                  | -                  |                    |
| 千代翔馬富士雄       | -                   | -                  | 41                 | -                  | -                  | 日本国籍取得済み   |
| 千代丸一樹           | -                   | -                  | 31                 | -                  | -                  |                    |
| 琴勝峰吉成           | -                   | -                  | 25                 | -                  | -                  |                    |
| 翠富士一成           | -                   | -                  | 23                 | -                  | -                  |                    |
| 一山本大生           | -                   | -                  | 22                 | -                  | -                  |                    |
| 剣翔桃太郎           | -                   | -                  | 20                 | -                  | -                  |                    |
| 英乃海拓也           | -                   | -                  | 13                 | 63                 | -                  |                    |
| 大奄美元規           | -                   | -                  | 12                 | 50                 | -                  |                    |
| 志摩ノ海航洋         | -                   | -                  | 19                 | 45                 | 井筒               | 15代井筒の娘婿     |
| 水戸龍聖之           | -                   | -                  | 5                  | 45                 |                    | モンゴル国籍       |
| 千代ノ皇王代仁       | -                   | -                  | 4                  | 43                 | -                  |                    |
| 大翔丸翔伍           | -                   | -                  | 19                 | 41                 | -                  |                    |
| 大翔鵬清洋           | -                   | -                  | 9                  | 40                 |                    | モンゴル国籍       |
| 富士東和佳           | -                   | -                  | 17                 | 38                 | -                  |                    |
| 美ノ海義久           | -                   | -                  | 11                 | 34                 | -                  |                    |
| 白鷹山亨将           | -                   | -                  | -                  | 33                 | -                  |                    |
| 保証書を伴う有資格者 |                     |                    |                    |                    |                    |                    |
| 炎鵬友哉             | -                   | -                  | 9                  | 29                 |                    |                    |
| 錦富士隆聖           | -                   | -                  | 16                 | 29                 |                    |                    |
| 天空海翔馬           | -                   | -                  | 6                  | 28                 |                    |                    |
| 東白龍雅士           | -                   | -                  | 1                  | 28                 |                    |                    |
| 既存部屋の継承資格者 |                     |                    |                    |                    |                    |                    |
| 金峰山晴樹           | -                   | -                  | 14                 | 18                 |                    | カザフスタン国籍   |
| 熱海富士朔太郎       | -                   | -                  | 13                 | 21                 |                    |                    |
| 豪ノ山登輝           | -                   | -                  | 13                 | 19                 |                    |                    |
| 湘南乃海桃太郎       | -                   | -                  | 12                 | 16                 |                    |                    |
| 北磻磨聖也           | -                   | -                  | 1                  | 27                 |                    |                    |
| 武将山虎太郎         | -                   | -                  | 6                  | 24                 |                    |                    |
| 矢後太規             | -                   | -                  | 4                  | 24                 |                    |                    |
| 友風想大             | -                   | -                  | 8                  | 24                 |                    |                    |
| 芳東洋               | -                   | -                  | 3                  | 21                 |                    |                    |
| 北の若大輔           | -                   | -                  | 4                  | 20                 |                    |                    |

### 襲名手続
従来は力士の引退に際して理事会が開かれ直接年寄襲名の承認を得ていたが、2014年1月30日をもって日本相撲協会が公益法人に正式移行した以降は新設された年寄資格審査委員会で過半数の承認を経て、理事会で最終承認を得るという形式をとるようになった。この手続き形式で年寄襲名を果たした初の例が琴欧洲（大関3年）である。
2021年9月に白鵬が引退して年寄「間垣」を襲名した際には彼の現役時代の言動などを理由に年寄資格審査委員会が「襲名を認めるとしても条件を付けるべきだ」「10年間は部屋（宮城野部屋）付きの親方として親方業を習熟すべきだ」などの意見を示し、結局「新人の親方として、理事長をはじめ先輩親方の指揮命令、指導をよく聞き、本場所等、与えられた業務を誠実に行うこと」「大相撲の伝統文化や相撲道の精神、協会の規則、ルールやマナー、相撲界の習わし、しきたりを守り、そこから逸脱した言動を行わないこと」という事項をまとめた誓約書に白鵬が署名するという条件付きで年寄襲名が認められた。

### 過去の条件
明確に制度化される以前
1900年代初頭までは関取未経験者が年寄を襲名するケースも少数ながら存在した。これらが認められなくなった時代に入っても1967年1月に「師匠の実子に限って関取1場所経験」という実子力士に関する理事会承認内規が設けられた。これはこの場所初土俵を踏んだ花籠、三保ヶ関の両親方の息子が将来部屋を継承することを念頭に置いて設けられた。結果、大乃海（花籠の息子）は幕下で終わりこの内規の適用を受けることができず、一方増位山（三保ヶ関の長男）は大関に上がりこの内規に頼らず部屋を継承している。昭和末期に井筒の長男である鶴嶺山（十両在位7場所で当時の一般的な年寄襲名要件を満たさず）に対しこの内規を適用して部屋を継承するか注目されたが、実際には継承せず、結果として昭和～平成期にこの内規で襲名した事例はなかった。
この「実子規定」については慣習的な拘束力に依存しているため、廃止の時期に関して不明瞭な点がある。現在でも有効であるという説も存在している。
明確に制度化されて以降
- 1929年（昭和4年）5月　幕内1場所以上又は十両（以上）出場176日（本場所11日、年4場所）
- 1936年（昭和11年）5月　幕内1場所以上又は十両（以上）出場110日（本場所11日、年2場所）
- 1939年（昭和14年）5月　幕内1場所以上又は十両（以上）8場所全勤（本場所15日、年2場所）
- 1950年（昭和25年）10月　幕内1場所以上又は十両（以上）8場所連続全勤（本場所15日、年3場所）
- 1957年（昭和32年）12月　幕内1場所全勤以上、十両（以上）連続20場所在位、十両（以上）通算25場所在位のいずれか（本場所15日、年6場所）

## 参与
2014年11月、これまで年寄は65歳で停年退職となっていたが、希望する年寄に限り参与として再雇用をする新規定ができた。これにより年寄は最大70歳まで相撲協会に残れるようになった。
再雇用により参与となった年寄は、年寄名跡を名乗ったまま正規雇用年寄の給与と比べて70％の給与を得ることができるが、相撲部屋の師匠や相撲協会の役員となることはできない。
雇用形態上は正規協会員ではなく若者頭・世話人同様に嘱託職員という扱い。
再雇用を希望して参与となった年寄
| 年寄名                   | 現役時代の四股名 | 再雇用 年月日  | 再雇用期間満了 年月日 | 退職 年月日   | 備考 |
| ------------------------ | ---------------- | -------------- | --------------------- | ------------- | --- |
| 楯山大造                 | 元関脇・玉ノ富士 | 2014年12月6日  | 2019年11月23日        | 2019年4月25日 | 再雇用第1号年寄。 2014年11月23日で停年となったが、再雇用規定ができたことにより同年12月6日に参与となった。 退職後の2021年6月21日に71歳で死去。                                                                           |
| 常盤山靖仁 →千賀ノ浦靖仁 | 元関脇・舛田山   | 2016年4月10日  | 2021年4月9日          | 2021年4月9日  | 参与になる際に、規定により2016年4月8日に15代常盤山と名跡交換をして千賀ノ浦部屋の師匠から降りた。 2020年11月26日に21代千賀ノ浦と再び名跡交換をして千賀ノ浦部屋は常盤山部屋となった。 再雇用期間満了で退職した年寄第1号。 |
| 待乳山孝晴               | 元小結・播竜山   | 2016年5月6日   | 2021年5月3日          | 2021年5月3日  | |
| 出来山双一               | 元関脇・出羽の花 | 2016年5月14日  | 2021年5月12日         | 2021年5月12日 | |
| 桐山国由                 | 元小結・黒瀬川   | 2016年5月14日  | 2021年5月12日         | 2021年5月12日 | |
| 大島隆登 →友綱隆登       | 元関脇・魁輝     | 2017年6月12日  | 2022年6月11日         | 2022年6月11日 | 参与になる際に、規定により2017年6月11日に4代大島と名跡交換をして友綱部屋の師匠から降りた。 2022年2月1日に11代友綱と再び名跡交換をして友綱部屋は大島部屋となった。                                                       |
| 武隈敏正                 | 元前頭・蔵玉錦   | 2017年9月3日   | 2022年9月2日          | 2019年9月2日  | 退職後の2020年8月9日に67歳で死去。 |
| 大山進                   | 元前頭・大飛     | 2017年10月16日 | 2022年10月15日        | 2022年8月31日 | |
| 錦島末弘                 | 元大関・朝潮     | 2020年12月9日  | 2025年12月8日         | 2021年6月10日 | 参与になる際に、規定により2020年11月26日に17代錦島と名跡交換をして高砂部屋の師匠から降りた。 退職後の2023年11月2日に67歳で死去。                                                                                        |
| 峰崎修豪                 | 元前頭・三杉磯   | 2021年5月11日  | 2026年5月10日         |               | 停年前の2021年4月1日に師匠を務めていた峰崎部屋を閉鎖した。 |
| 湊川忠晃                 | 元小結・大徹     | 2021年10月29日 | 2026年10月28日        | 2024年6月30日 | |
| 荒磯六男                 | 元大関・若嶋津   | 2022年1月12日  | 2027年1月11日         | 2023年7月21日 | 参与になる際、規定により2021年12月24日に16代荒磯と名跡交換、さらに師匠を務めていた二所ノ関部屋を18代放駒に継承させて放駒部屋へと改称して部屋の師匠から降りた。                                                          |
| 尾車浩一                 | 元大関・琴風     | 2022年4月26日  | 2027年4月25日         | 2024年5月11日 | 停年前の2022年2月7日に師匠を務めていた尾車部屋を閉鎖した。 |
| 立田山裕教               | 元前頭・薩洲洋   | 2022年6月7日   | 2027年6月6日          |               | |
| 高島大造                 | 元関脇・髙望山   | 2022年8月15日  | 2027年8月14日         |               | |
| 間垣誠志                 | 元前頭・竹葉山   | 2022年8月21日  | 2027年8月20日         | 2023年6月1日  | 参与になる際に、規定により2022年7月28日に21代間垣と名跡交換をして宮城野部屋の師匠から降りた。 |
| 鏡山昇司                 | 元関脇・多賀竜   | 2023年2月15日  | 2028年2月14日         |               | 停年前の2021年7月21日に師匠を務めていた鏡山部屋を閉鎖した。 |
| 入間川哲史               | 元関脇・栃司     | 2023年4月25日  | 2028年4月24日         |               | 参与になる際に、規定により2023年2月1日に師匠を務めていた入間川部屋を17代雷に継承させて雷部屋へと改称して部屋の師匠から降りた。                                                                                          |
| 陸奥一博                 | 元大関・霧島     | 2024年4月3日   | 2029年4月2日          |               | 停年日である2024年4月2日に師匠を務めていた陸奥部屋を閉鎖した。 |
| 花籠忠明                 | 元関脇・太寿山   | 2024年4月8日   | 2029年4月7日          |               | |
| 宮城野正也               | 元横綱・旭富士   | 2025年7月5日   | 2030年7月4日          |               | 参与になる際に、規定により2025年6月9日に伊勢ヶ濱を照ノ富士に譲り、師匠を務めていた伊勢ヶ濱部屋を継承させて部屋の師匠から降りた。                                                                                        |

再雇用を希望せず停年退職した年寄
| 年寄名     | 現役時代の四股名 | 退職 年月日   | 備考                                                                                             |
| ---------- | ---------------- | ------------- | ------------------------------------------------------------------------------------------------ |
| 朝日山利秋 | 元大関・大受     | 2015年3月18日 | 停年前の2015年2月1日に師匠を務めていた朝日山部屋を閉鎖した。                                     |
| 北陣和春   | 元関脇・麒麟児   | 2018年3月8日  | 退職後の2021年3月1日に67歳で死去。                                                               |
| 山科盛夫   | 元小結・大錦     | 2018年9月10日 |                                                                                                  |
| 荒汐崇司   | 元小結・大豊     | 2020年3月26日 | 正確には65歳誕生日の2日前。 退職日に蒼国来が現役を引退して荒汐を襲名し荒汐部屋の師匠から降りた。 |

## 相撲協会在籍者以外の保有
年寄名跡の所有者が退職、停年、死去などの理由で相撲協会の籍を外れた場合、その後本人や夫人等の近親者が名跡を所有することが可能である。ただし、年寄名跡の取得者が不祥事などを起こして日本相撲協会から解雇などにより事実上破門された場合、所有者本人から年寄名跡を没収され次第、別の協会員の手に渡る運びになる。一例として大相撲八百長問題の責任を問われ引退勧告を受けた霜鳳の場合、所持していた年寄株（錦島）の保有が不可能になったと報道されたが、自身の逮捕により日本相撲協会から解雇された16代熊ヶ谷の金親の場合は、株が没収されたという報道・情報はなく、2018年4月に玉飛鳥が取得するまで株の所有者は金親のままとされていた。

## 年寄名跡一覧
一代年寄を除く年寄名跡の定数は105家である。
- 浅香山
- 朝日山
- 安治川
- 東関
- 荒磯
- 荒汐
- 雷
- 伊勢ヶ濱
- 伊勢ノ海
- 井筒
- 稲川
- 入間川
- 岩友
- 浦風
- 枝川
- 追手風
- 阿武松
- 大島
- 大嶽
- 大鳴戸
- 大山
- 尾車
- 押尾川
- 音羽山
- 尾上
- 小野川
- 鏡山
- 春日野
- 春日山
- 片男波
- 勝ノ浦
- 甲山
- 北陣
- 君ヶ濱
- 木瀬（木村瀬平）
- 清見潟
- 桐山
- 熊ヶ谷
- 粂川
- 九重
- 境川
- 佐渡ヶ嶽
- 佐ノ山
- 式秀（式守秀五郎）
- 錣山
- 芝田山
- 白玉
- 不知火
- 陣幕
- 関ノ戸
- 千田川
- 高崎
- 高砂
- 高島
- 高田川
- 武隈
- 竹縄
- 田子ノ浦
- 立田川
- 立田山
- 立浪
- 立川
- 楯山
- 谷川
- 玉垣
- 玉ノ井
- 千賀ノ浦
- 出来山
- 出羽海
- 時津風
- 常盤山
- 友綱
- 中川
- 中立
- 中村
- 鳴戸
- 西岩
- 錦島
- 錦戸
- 二所ノ関
- 二十山
- 八角
- 花籠
- 放駒
- 浜風
- 秀ノ山
- 富士ヶ根
- 藤島
- 二子山
- 振分
- 間垣
- 松ヶ根
- 待乳山
- 陸奥
- 湊
- 湊川
- 峰崎
- 三保ヶ関
- 宮城野
- 武蔵川
- 山科
- 山響
- 山分
- 若藤
- 若松

## 現役名での年寄
例外として、正規の年寄名跡を襲名せずに年寄として活動できることがある。この時には、現役時の四股名を年寄名として使用する。一般には、後述の一代年寄のことを指す。

### 功績顕著によるもの（一代年寄）
現役時代の功績が著しかった横綱が引退した際、協会理事会がその横綱一代に限って認める年寄名跡である。現役時代の四股名をそのまま年寄名跡として使用し、退職まで有効。一代限りのため譲渡・継承は出来ないが、一代年寄以外に認められている年寄株譲渡・貸株の権利を制限しないために、一代年寄の名跡と別に一般の年寄株を一つ保有することが認められる。元々は1969年に現役だった横綱・大鵬に、内弟子集めを例外的に認めて「横綱・大鵬」と「年寄・大鵬」を並立させる工夫として生み出されたと言われるが、経緯の詳細はわかっていない。目安としては、幕内最高優勝20回が挙げられるが、制度としての明文化規定は無い。
歴代の権利取得者は、大鵬幸喜、北の湖敏満、千代の富士貢、貴乃花光司の4人。この内、大鵬・北の湖・貴乃花が権利を行使し、それぞれ自前の部屋を構えた。千代の富士は九重部屋を継承する予定であったため、「部屋の名前は一代限りでなく、末永く続くものにしたい」と辞退した。この他、朝青龍明徳は25回優勝したが、日本国籍を取得しなかったため年寄襲名資格を満たさず、現役引退とともに協会を退職した。白鵬翔は45回優勝しているが、引退直前に後述の「大相撲の継承発展を考える有識者会議」の最終報告書が提出されている。これが白鵬の一代年寄の議論に影響を及ぼし、議論自体が起こらなかった原因になったか、あるいは度重なる問題行動が影響したことによるものかは公式発表が無いため、不明である。しかし、白鵬の引退間近のタイミングで突如としてこの声明が出現しているため、白鵬への一代年寄特権授与を阻止するための策だったのではないかと考える識者・好角家・相撲ファンは多い。このため、白鵬には一代年寄が適用されず、『間垣』を襲名した。なお、『間垣』を襲名するにあたり、協会は白鵬の度重なる問題行動を引き合いに出し、条件付きで襲名を認めている。
引退後、年寄として初めて番付に載る際は、上の名前が変わらないにもかかわらず一般の年寄と同様、氏名の上に「（四股名）改メ」と書かれる。また、審判委員に就任した場合、本来場内アナウンスでは「正面・審判長、『伊勢ヶ濱、元・旭富士』というように、年寄名跡と現役時代の四股名がアナウンスされるが、一代年寄の場合、「正面・審判長、『貴乃花』」というように一度だけアナウンスされる。
2021年4月19日に開催された「大相撲の継承発展を考える有識者会議」の第11回会合の最終報告書には、現在の協会の定款に根拠となる規定はないなどとして、一代年寄の存在意義を示すものは見いだされないと論じられた。同会の山内昌之委員長は「『廃止』と理解されては困る。廃止ではなく、制度そのものが本来なかった。協会のどこにも規定がない。横綱大鵬に対して工夫されたもので、それがある種の制度として考えられた」などと説明している。このことから、今後新たな一代年寄が生まれない可能性が示唆されている。

### 現役名年寄
引退時に年寄名跡を取得していない横綱や大関は、横綱5年・大関3年（1998年新設）に限り、現役時の四股名のまま年寄を名乗ることが出来る。引退後、年寄として初めて番付に載る際は、一般の年寄や功績顕著の一代年寄とは異なり、氏名の上に「（四股名）改メ」とは書かれない。委員待遇の正年寄であり、過去には「現役名年寄」のまま審判委員に任命された者もいる。一代年寄と同様、一般の年寄株を一つ保有することが出来る。過去には、自分の名跡を人に貸していたためこの規定を利用した例もある。1998年の大関3年の規定が追加されたのは、同時に定められた借株禁止の救済措置であり、それが借株禁止の空文化後も存続しているものである。
公益財団法人日本相撲協会の定款（財団法人時代は寄附行為施行細則附属規定）には、これらの基準に満たなくても理事会に諮り承認された場合は年寄になれることが明記されているが、2021年8月現在、この適用例はない。

### 準年寄（廃止）
1998年の大関3年の規定の追加と同時に、関脇以下の力士について、上限2年、最大10名に対して現役時の四股名のまま年寄を名乗ることが出来る同様の特例が定められた。しかし借株禁止の規定が程なく空文化したため、準年寄の規定は1年・5名への減員を経て、2006年に廃止された。#準年寄一覧を参照。

### 横綱特権（廃止）
過去には、横綱になればその後の成績にかかわらず、引退後に自由に一代年寄を襲名したり返上したりすることができる時期があった。年寄名には引退時の四股名をそのまま用いる者もいれば、新たな名称を名乗る者もおり、その点についても横綱の自由だった。この特権は成績不振を続けながらも年寄名跡を所有していないために土俵に上がり続けていた男女ノ川を引退させるために師匠格だった佐渡ヶ嶽（阿久津川）が提案し協会が新設した制度と言われている。
この最後の例となったのが、吉葉山である。

### 一代年寄一覧

#### 過去の一代年寄
| 年寄名                               | 横綱･大関  | 経歴                              |
| 功績顕著                             | 功績顕著   | 功績顕著                          |
| ------------------------------------ | ---------- | --------------------------------- |
| 大鵬幸喜 たいほう こうき             | 第48代横綱 | 2005年5月28日停年退職             |
| 北の湖敏満 きたのうみ としみつ       | 第55代横綱 | 2015年11月20日死去                |
| 貴乃花光司 たかのはな こうじ         | 第65代横綱 | 2018年10月1日退職                 |
| 横綱特権                             |            |                                   |
| 鬼面山谷五郎 きめんざん たにごろう   | 第13代横綱 | 1871年9月7日死去                  |
| 梅ヶ谷藤太郎 うめがたに とうたろう   | 第15代横綱 | →雷                               |
| 男女ノ川登三 みなのがわ とうぞう     | 第34代横綱 | 1945年6月廃業                     |
| 双葉山定次 ふたばやま さだじ         | 第35代横綱 | →時津風                           |
| 羽黒山政司 はぐろやま まさじ         | 第36代横綱 | 二枚鑑札で5代立浪                 |
| 千代の山雅信 ちよのやま まさのぶ     | 第41代横綱 | →九重                             |
| 鏡里喜代治 かがみさと きよじ         | 第42代横綱 | →粂川→立田川→時津風→立田川→二十山 |
| 吉葉山潤之輔 よしばやま じゅんのすけ | 第43代横綱 | →宮城野                           |
| 横綱5年                              |            |                                   |
| 朝潮太郎 あさしお たろう             | 第46代横綱 | →振分→高砂                        |
| 栃ノ海晃嘉 とちのうみ てるよし       | 第49代横綱 | →中立→春日野→竹縄                 |
| 若乃花幹士 わかのはな かんじ         | 第56代横綱 | →間垣                             |
| 北勝海信芳 ほくとうみ のぶよし       | 第61代横綱 | →八角                             |
| 大乃国康 おおのくに やすし           | 第62代横綱 | →芝田山                           |
| 旭富士正也 あさひふじ せいや         | 第63代横綱 | →安治川→伊勢ヶ濱→宮城野           |
| 曙太郎 あけぼの たろう               | 第64代横綱 | 2003年11月依願退職                |
| 武蔵丸光洋 むさしまる こうよう       | 第67代横綱 | →振分→大島→武蔵川                 |
| 鶴竜力三郎 かくりゅう りきさぶろう   | 第71代横綱 | →音羽山                           |
| 照ノ富士春雄 てるのふじ はるお       | 第73代横綱 | →伊勢ヶ濱                         |
| 大関3年                              |            |                                   |
| 栃東大裕 とちあずま だいすけ         | 大関       | →玉ノ井                           |
| 琴欧洲勝紀 ことおうしゅう かつのり   | 大関       | →鳴戸                             |

#### 一代年寄辞退者
| 年寄名                         | 横綱･大関  | 経歴       |
| 功績顕著                       | 功績顕著   | 功績顕著   |
| ------------------------------ | ---------- | ---------- |
| 千代の富士貢 ちよのふじ みつぐ | 第58代横綱 | →陣幕→九重 |

#### 準年寄一覧
参考までに借り名跡には（借）を添えた。
| 準年寄名                            | 引退時四股名 | 最高位 | 経歴                                                                          |
| ----------------------------------- | ------------ | ------ | ----------------------------------------------------------------------------- |
| 三杉里 公似 みずぎさと こうじ       | 三杉里公似   | 小結   | →浜風→退職                                                                    |
| 小城乃花 昭和 おぎのはな あきかず   | 小城乃花昭和 | 前頭2  | →高崎→出羽海                                                                  |
| 久島海 啓太 くしまうみ けいた       | 久島海啓太   | 前頭1  | →田子ノ浦→死去                                                                |
| 旭豊 耐治 あさひゆたか たいじ       | 旭豊勝照     | 小結   | →立浪                                                                         |
| 大翔鳳 昌巳 だいしょうほう まさみ   | 大翔鳳昌巳   | 小結   | 死去                                                                          |
| 時津洋 宏典 ときつなだ ひろのり     | 時津洋宏典   | 前頭4  | 任期満了により退職                                                            |
| 巌雄 謙治 がんゆう けんじ           | 巌雄謙治     | 前頭1  | →小野川 (借)→山響                                                             |
| 琴錦 功宗 ことにしき かつひろ       | 琴錦功宗     | 関脇   | →若松 (借)→竹縄 (借)→浅香山 (借)→荒磯 (借)→秀ノ山 (借)→中村 (借)→朝日山       |
| 敷島 勝盛 しきしま かつもり         | 敷島勝盛     | 前頭1  | →立田川 (借)→富士ヶ根 (借)→錦島 (借)→小野川 (借) →谷川 (借)→安治川 (借)→浦風  |
| 智乃花 伸哉 とものはな しんや       | 智乃花伸哉   | 小結   | →浅香山 (借)→玉垣                                                             |
| 朝乃翔 一 あさのしょう はじめ       | 朝乃翔一     | 前頭2  | →若松 (借)→佐ノ山 (借)→関ノ戸 (借)→押尾川 (借)→若藤 (借) →退職 のち協会評議員 |
| 大至 伸行 だいし のぶゆき           | 大至伸行     | 前頭3  | →依願退職                                                                     |
| 若ノ城 宗彦 わかのじょう むねひこ   | 若ノ城宗彦   | 前頭6  | →西岩 (借)→退職                                                               |
| 大碇 剛 おおいかり つよし           | 大碇剛       | 前頭11 | →甲山                                                                         |
| 琴龍 宏央 ことりゅう ひろお         | 琴龍宏央     | 前頭1  | 任期満了により退職                                                            |
| 燁司 大司 ようつかさ だいし         | 燁司大       | 前頭11 | →二十山 (借) →若藤 (借)→関ノ戸 (借)→小野川 (借)→千田川 (借)→竹縄(借)→退職     |
| 五城楼 昭二 ごじょうろう しょうじ   | 五城楼勝洋   | 前頭3  | →浜風→濱風→浜風                                                               |
| 金開山 龍水 きんかいやま りゅうすい | 金開山龍     | 前頭6  | →関ノ戸 (借)→稲川 (借)→千田川 (借)→田子ノ浦 (借)→岩友 (借)→三保ヶ関 (借)→高崎 |
| 闘牙 進 とうき すすむ               | 闘牙進       | 小結   | →佐ノ山 (借)→浅香山 (借)→押尾川 (借)→ 千田川→退職                             |
| 隆の鶴 伸一 たかのつる しんいち     | 隆の鶴伸一   | 前頭8  | →西岩 (借)→鳴戸→田子ノ浦                                                      |
| 春ノ山 竜尚 はるのやま たつなお     | 春ノ山竜尚   | 前頭10 | →竹縄 (借)→退職                                                               |

## 過去に存在した年寄名跡

### 東京相撲
1927年（昭和2年）の東西合併前には、東京相撲の年寄定員は88家と定められていた。そのうち現存するのは85家、返上または廃止されたのは3家である。
- 根岸治右衛門（ねぎし じえもん）- 元々は「三河屋治右衛門」の屋号で江戸相撲の番付および勝負付の版元を務めた根岸家に対して認められた世襲の年寄名跡で、代々根岸家が継承したが、1952年（昭和27年）に11代目（本名：根岸 眞太郎、1910年4月10日 - 2005年12月18日）が相撲協会へ名跡を返上した。その折の要望で力士への譲渡は行われず、現在に至っている。番付に使われる書体の根岸流に名前を残している。
- 木村庄之助（きむら しょうのすけ）- 行司名である木村庄之助は、かつては年寄名跡であったが1958年（昭和33年）限りで年寄名跡としては廃止された。
- 式守伊之助（しきもり いのすけ）- 行司名である式守伊之助もかつては年寄名跡であったが上記の木村庄之助と同様、1958年限りで年寄名跡としては廃止された。一時、年寄・永浜を名乗った時もある。

### 大坂相撲
東西合併時において大坂相撲から22家のうち17家が繰り入れられた。その後1929年（昭和4年）に荒岩と鏡山（大阪相撲由来の方で、現在も続いている鏡山とは別）の2家が廃家となり、1942年（昭和17年）5月に5家が追加復活した。
- 荒岩 - 一代限りで1929年に廃家
- 鏡山 - 一代限りで1929年に廃家

### その他
- 梅ヶ谷（1882年頃に現役で弟子の育成が認められ梅ヶ谷部屋を創設した。大鵬の事例に似るが詳細な経緯は不明である）

以下は京都相撲の頭取名で代々名跡が継承され明治中期まで部屋も存在した。
- 草風
- 鯨波
- 松ヶ枝

次の名前は部屋の名前が冠されているが、名跡があったのかは不明である（地方相撲の頭取名も含まれている）。
- 秋津嶋
- 阿蘇ヶ嶽
- 出水川
- 大木戸
- 大橋
- 神楽
- 御所ヶ浦
- 御所車
- 呉服
- 小松山
- 竹嶋
- 千歳川
- 笘ヶ嶋
- 名取川
- 捻鉄
- 八ッヶ峰
- 雪見山
- 四賀峰
- 七ツ森

## 大坂相撲の年寄名跡
大正末年まで存在した大坂相撲では、東京相撲の年寄にあたる地位を頭取（とうどり）と呼んだ。頭取は力士経験者が襲名するのが原則であったが、時には侠客が襲名することもあった。1927年（昭和2年）の東西合同時における大坂相撲の年寄名跡は、全部で22家であった。現役名を名乗る一代頭取も多く継承される名跡は少なかった。
東西合併時の年寄名跡一覧
- 荒岩（一代年寄、1929年限りで廃家）
- 朝日山
- 猪名川（東西合併時に廃家、1942年に安治川と改名して復活）
- 岩友
- 枝川
- 藤島（東西合併時に廃家、1942年に大島と改名して復活）
- 大鳴戸
- 押尾川
- 小野川
- 鏡山（1929年限りで廃家）
- 北陣（東西合併時に廃家、1942年に復活）
- 不知火（東西合同時に廃家、1942年に復活）
- 陣幕
- 千田川
- 高崎
- 高田川
- 竹縄
- 時津風
- 中村
- 西岩（東西合併時に廃家、1942年に復活）
- 湊
- 三保ヶ関

## 備考
- 明治初期までは1つの年寄名跡を複数人が同時に襲名する、いわゆる「併存」が認められた。これは年寄制度の確立前ならではの現象である。
- 明治中期までは幕下以下の力士が年寄を襲名する場合、若者頭を経て襲名することが多かった。二枚鑑札で現役で襲名してもトラブルなどで返上するケースもたびたびあった。
- 大坂相撲の頭取は明治初期まで力士引退後に世話人を経て襲名することが一般的であった。